# Wesson
Wesson és una població dels Estats Units a l'estat de Mississipi. Segons el cens del 2000 tenia 1.693 habitants.

## Demografia
Segons el cens del 2000, Wesson tenia 1.693 habitants, 430 habitatges, i 319 famílies. La densitat de població era de 284,2 habitants per km².
Dels 430 habitatges en un 36,7% hi vivien nens de menys de 18 anys, en un 56,7% hi vivien parelles casades, en un 14,2% dones solteres, i en un 25,6% no eren unitats familiars. En el 23% dels habitatges hi vivien persones soles el 8,4% de les quals corresponia a persones de 65 anys o més que vivien soles. El nombre mitjà de persones vivint en cada habitatge era de 2,68 i el nombre mitjà de persones que vivien en cada família era de 3,14.
Per edats la població es repartia de la següent manera: un 19,6% tenia menys de 18 anys, un 36,1% entre 18 i 24, un 21,3% entre 25 i 44, un 15,4% de 45 a 60 i un 7,6% 65 anys o més.
L'edat mediana era de 21 anys. Per cada 100 dones de 18 o més anys hi havia 94,6 homes.
La renda mediana per habitatge era de 33.021 $ i la renda mediana per família de 41.731 $. Els homes tenien una renda mediana de 34.375 $ mentre que les dones 19.732 $. La renda per capita de la població era d'11.432 $. Entorn del 9,7% de les famílies i el 15,1% de la població estaven per davall del llindar de pobresa.

## Poblacions més properes
El següent diagrama mostra les poblacions més properes.